# Erioptera osceola
Erioptera osceola là một loài ruồi trong họ Limoniidae. Chúng phân bố ở miền Tân bắc.